# Isola Egg (Isole Andreanof)
L'isola Egg (in aleutino Alim-tanaa o Ilim-tanaa) è una piccola isola disabitate delle isole Andreanof, nell'arcipelago delle Aleutine, e appartiene all'Alaska (USA). È situata lungo la costa settentrionale dell'isola Atka, nella Egg Bay. L'isola è lunga poco più di 1 km e la sua altezza massima è di circa 60 m s.l.m.